# Limenitis melanippe
Limenitis melanippe är en fjärilsart som beskrevs av Frederick DuCane Godman och Osbert Salvin 1884. Limenitis melanippe ingår i släktet Limenitis och familjen praktfjärilar. Inga underarter finns listade i Catalogue of Life.